# 風乃まち
風乃まちは、青森県外ヶ浜町（非公式）地域おこしキャラクター。
名前の由来は、太宰治が旧蟹田町、現在の外ヶ浜町を「風のまち」と呼んだことにちなむ

## 作者とコンセプト
外ヶ浜町在住の個人が2020年6月　新型コロナ特別定額給付金10万円を使って地域おこしをしようと仕組み作りの構想および制作開始。構想の着想は2020年より更に遡り、中学校の合唱曲で出会った『海の匂い（組曲「海の詩」より）』という曲。歌詞のフレーズを自身に重ね合わせ「自分も故郷の為に何もできていない」という思いが強く残っていたという。探究の結果、たどり着いたのが地域おこしキャラクター。知名度・広報だけに留まらず地域ブランドの認知向上、町外からの集客、地元へ経済的な利益の創出も大事にして活動している。

## キャラクターの設定
- キャラクターTwitterのプロフィールある設定は『大平山元遺跡で目覚めた古代津軽衆の魂から義経伝説 静御前の生まれ変わりと告げられた風乃まち。地域の歴史と文化に秘められた地域活性化の謎を紐解き、16000日後の外ヶ浜消滅を止められるか 。架空の物語だけどリアルタイム進行の地域おこしエンターテイメント。』とある。

- キャラクター服装、アクセサリーには町の名産品や名所が盛り込まれている。龍帽子（地元灯台と稲穂がモチーフ）、紫陽花ピアス（町の花）、しろうおヘアピン（特産品の焼干しと見分けが難しい）、無文ネックレス（地元遺跡出土の土器モチーフ）、ウニ平（カニ太と一緒にワンピース肩紐を押さえているウニのキャラクター）、ホタテガード（カニ太とウニ平のケンカから守ってくれる名産ホタテの貝殻）、カニ太ワンピース（カニ柄のワンピース、ハサミで賢明に肩紐を持ってくれている）、松とカモメ柄のソックス（町の木である松と町の鳥であるカモメ）、マグロシューズ（特産のマグロがモチーフ、これを履くと早く泳げる。ただし止まる脱げて、どこかに行ってしまう靴）などを身にまとっている。
- キャラクター性格は、外ヶ浜町生まれの津軽衆。外ヶ浜町の海と漁師を見て波の法則に気づいた為替相場師。

## あゆみ
2020年
- 7月28日　Twitterアカウント開始
- 8月16日　風乃まち 公式活動開始日、外ヶ浜町内での地域おこし活動を開始。
- 9月　　　 ハロウィン企画
- 11月　　 町地域の生産者、店舗による年末限定ふるさとパック「けっぱれ外ヶ浜」80セット完売

- 12月　　クリスマスカードを地域の社会福祉施設にプレゼント。外ヶ浜初のご当地金魚ねぶた「カニねぷた」を錦絵アーティスト仙安さんと考案し外ヶ浜町に寄付。

2021年
- 1月　　  お正月企画
- 2月　　  SDGs思想を取り入れた地域啓蒙グッズ「焼干しピン」完成
- 4月　　  風乃まちカード（蟹田、平舘、三厩、竜飛、大平山元遺跡）、野口珈琲店コラボ企画『焦げ汁crab』開始
- 5月　　  動画配信開始
- 7月　　  Yaeh!ステッカー配布開始(青森初)、大平山元遺跡『食べる無文土器』商品化
- 9月　　  ワクチン接種済デザイン缶バッジ作成
- 10月　　『SOTOGAHAMAスタンド』取り扱い開始
- 11月　　第二回　町地域の生産者、店舗による年末限定ふるさとパック『けっぱれ外ヶ浜』販売
- 12月　　しょぅせつつがるカード配布開始、『IMABETSUスタンド』、『YOMOGITAスタンド』取り扱い開始

2022年
- 1月　　  カゼノオンガエシ企画（カード・ポスター作成）
- 2月　　  カゼノオンガエシ企画（カード・ポスター作成）
- 6月　　  地元民ガチャ開始[5]
- 9月　　  外ヶ浜力表(ポスター)を販売（売上の一部を地元マツオスーパーに寄付）

## 地元民ガチャ
外ヶ浜町内三ヶ所に設置されたガチャガチャ。町に住む又は、ゆかりある地元民しか分からないネタのアクリルキーホルダーが入ったカプセルトイ。魅力を外ヶ浜町外へ向けてアピールする狙いと地域魅力の再発見を狙い企画されたもの。
設置場所は町内のマツオスーパー、はただ酒店、野口珈琲店。

## 地域活動
「私たちの地域活動を通じて関係人口が自然発生的に生じ縮小だけでない充実を伴う変化、いわば『縮充』が生まれつつある。鉄道の議論をしようとしている人たちに、ぜひ目を向けてほしい」と創作者は語っている。